# LINGO
El LINGO és un mètode de cribratge virtual basat en lligant i bidimensional desenvolupat per investigadors catalans i amplament usat a la comunitat mundial.
La tècnica LINGO consisteix en la fragmentació molecular d'una representació basada en SMILES i l'ús d'eines estadístiques com la regressió lineal per crear models predictius de propietats moleculars i terapèutiques.

## Mètode
Per aplicar el mètode primer de tot cal representar la base de dades que es vol modelar en format text lineal, per exemple, SMILES. Una volta ja està la base de dades representada d'aquesta manera, s'escull una mida de finestra -normalment, la mida per defecte és 4, ja que és la que s'ha demostrat que funciona millor-. Amb la finestra de tall, es fragmenten les molècules de la base de dades. Per exemple:
```
Aspirina
: CC(=O)Oc1ccccc1C(=O)O
CC(=
C(=O
(=O)
=O)O
O)Oc
```

)Oc1
```
Oc1c
c1cc
1ccc
cccc
cccc
ccc1
cc1C
c1C(
1C(=
C(=O
(=O)
=O)O
```

Aquest procés es repeteix per totes les molècules de la base de dades. Quan ja està tota la base de dades fragmentada d'aquesta manera, usant un mètode de regressió lineal, es crea un model de regressió entre la presència d'aquests fragments i, per exemple, activitat terapèutica.
Amb el model estadístic es poden fer prediccions d'activitat terapèutica desconeguda de noves molècules fragmentades amb aquest mateix mètode.

## Curiositats
Els inventors del mètode van demostrar que el procés funciona igual de bé si en lloc d'usar una representació en SMILES es fa una representació en noms químics estandarditzats per la Unió Internacional de Química Pura i Aplicada (IUPAC). Per exemple, en el cas de l'aspirina seria:
```
Aspirina: Àcid 2-Acetoxibenzòic
Àcid
cid 
id 2
d 2-
2-A
...
```